# Девица Џејн
Девица Џејн (eng. Jane the Virgin) је америчка романтична драматична и сатирична теленовела коју је развила Џени Снидрем Урман. Серија је премијерно приказана 13. октобра 2014. на ЦВ-у, а завршена 31. јула 2019. То је лабава адаптација венецуеланске теленовеле Девица Џуана (Juana la Virgen) коју је створила Перла Фариас. Звезда серије Ђина Родригез као Џејн Вилануева - побожна двадесетргодишња девица Латина, која затрудни након случајне оплодње од свог гинеколога. Програм пародира најчешће кориштене радње и уређаје у латино теленовелама.
Девица Џејн добила је доста критика, посебно због свог писања и Родригезиног извођења. На 72.  додели награда Златни глобус, Девица Џејн је номинована за награду за најбољу телевизијску серију - мјузикл или комедију, а Ђина Родригез освојила је награду за најбољу глумицу - мјузикл или комедију телевизијске серије. Емисија је добила награду Пибоди 2014. године, а такође је и одабрана за једну од 10 најбољих телевизијских програма од стране Америчког Филмског Института 2014. године.
Почевши од четврте епизоде треће сезоне, наслов серије је модификован, при чему је "Девица" прекрижена у корист замене која одговара свакој епизоди. Ово се огледало у причи у којој Џејн више није девица.

## Радња
Радњом у Мајамију, серија се фокусира на драматична и изненађујућа дешавања која заузимају место у животу Џејн Глоријане Вијануеве, вредне, религиозне, младе, венецуеланско-америчке жене. Њена заклетва да сачува своју невиност до брака закомпликује се када доктор грешком вештачки оплоди Џејн за време редовног прегледа. Ствари постају још горе када она сазна да је биолошки отац ожењен човек, бивши плејбој, победник рака који је нови власник хотела где Џејн ради али такође и њена бивша средњошколска симпатија. Поред прилагођавања трудноћи и мајчинству, Џејн се суочава са питањима о њеној професионалној будућности и застрашујућом одлуком између оца њене бебе и њеног дечка детектива. Како серија тече, проблеми се мењају док њено десте расте, док њена каријера писца постаје све боља и боља и док се ликови који представљају чланове њене породице развијају у одвојеним заплетима.

## Улоге

### Главне
- Ђина Родригез као Џејн Глоријане Вилануева двадесетрогодишња, религиозна млада Латина која грешком затрудни вештачком оплодњом док је у вези с Мајклом. Након што упозна Рафаела и чује његову ситуацију, пристаје да се породи са његовом бебом, а након порођаја преда бебу Рафаелу и његовој жени Петри, али једино ако јој он докаже да ће њено дете бити безбедно и вољено.
- Џена Ортега као млада Џејн са својих 10 година.
- Андреа Неведо као Ксиомара „Зо“ Глоријана Вилануева, Џејнина мајка. Имала је само шеснаест година када се породила са Џејн, што је разлог зашто Џејн  жели да остане невина до брака и не направи грешку као њена мајка. Она је наставница плеса, али сања о томе да постане певачица.
- Катрин Торибио као млађа Ксиомара.
- Џастин Балдони као Рафаел Солано, тридесетогодишњи власник хотела Марбеле и биолошки отац Џејниног детета, који престаје да воли своју жену и заљубљује се у Џејн. Касније он се разводи од своје жене Петре када открије њену аферу.
- Јаел Гроблас као Петра Солано, рођена као Наталија, Рафаелова подмукла жена која га је преварила.
- Ивона Кол као Алба Глоријана Вкијануева, Џејнина побожна бака. Веома је религиозна и охабрује Џејн да сачува своју невиност до брака. Иако уме да прича Енглески, једино прича Шпански са својом породицом. Живела је у држави илегално док није добила своју Зелену карту. У четвртој сезони она постаје држављанин Сједињених Америчких Држава.
- Брет Диер као Мајкл Кордеро[5], Џејнин двадесетдеветогодишњи муж који је био полицијски детектив . Он је знао за Петрину аферу и уцењивао ју је да осигура свој брак, да би им Џејн дала бебу. Међутим он касније подржи Џејнину одлуку да задржи бебу. Такође не воли Рафаела због његовог и Џејниног доброг односа. Он је главни детектив у потрази за Син Ростро, високопрофилни трговац дрогама.
- Џејми Камл као Рогелио де ла Вега, познати теленовела глумац и Џејнин биолошки отац. Покушавао је да стекне везу са својом ћерком коју је скоро открио. Такође гаји осећања према Ксиомари, која је била његова девојка у средњој школи. Ожени се са Ксиомаром у трећој сезони.
- Елајас Јансен као Матео Глориано Рогелио Солано Вијануева, Џејнино и Рафаелово дете. Добио је име по по Џејнином деди и Албином мужу, који је умро пре него што се Џејн родила.
- Антони Мендез је давао глас наратору[6], који је откривен у финалној последњој сезони. Представљао је одраслог Матеа (Џејниног сина).

#### Споредни
- Јара Мартинез као доктор Луиса Алвер, Рафаелова сетсра.
- Бриџет Риган као Роуз као Син Ростро.
- Меган Кеч као Сузана Барнет, Мајклов партнер у послу.
- Елизабет Ром као Ејелин, друга жена којој Роуз украде индетитет.
- Карло Рота као Емилио Соланло, Луисин биолошки отац и човек који је усвојио Рафаела.
- Мајкл Ради као Лаклан Мор, рафаелов ривал и Петрин бивши вереник.
- Дајан Гуреро као Лина Сантилан, Џејнина најбоља другарица.
- Ази Тесфаји као Надин Хансан, полицијски детектив, ривал и некадашњи Мајклов партнер.
- Присила Барнс као Магда Андл, Петрина мајка.
- Јаел Гроблас такође као Анеска, Петрина изгубљена сестра близнакиња.
- Адам Родригез као Џонатан Ћавез један од Џејниних наставника, такође љубавник.
- Алано Милер као Роман Зазо, Рафаелов најбољи пријатељ с којим га је Петра преварила.
- Алано Милер такође глуми Арона Зазоа, Романовог брата близанца.
- Шели Бала као Кришна, Петрина асистенкиња.
- Рикардо Чавира као Брус, Ксиомарин дечко од три године.
- Џастина Мачадо као Дарси Фактор, Рогелијина бивша девојка с којом има дете.
- Алфонсо Дајлука као Орхе, Албин дечко за кога се касније удаје.
- Џони Меснер као Чак Чесер, нови власник хотела Марбеле.
- Франциско Сан Мартин као Фабиан, Рогелијев партнер у глуми.
- Тајлер Поузи као Адам Алваро, Џејнина прва љубав која јој касније постаје дечко.
- Росарио Досон као Џејн Ремос, Петрин адвокат и љубавница.

## Преглед серије
| Сезона | Епизоде | Првобитно емитовано | Првобитно емитовано |
| ------ | ------- | ------------------- | ------------------- |
| Сезона | Епизоде | Прво емитовано      | Последње емитовано  |
| 1      | 22      | 13. октобар 2014..  | 11. мај 2015..      |
| 2      | 22      | 12. октобар 2015..  | 16. мај 2016..      |
| 3      | 20      | 17. октобар 2016..  | 22. мај 2017..      |
| 4      | 17      | 13. октобар 2017..  | 20. април 2018..    |
| 5      | 19      | 27. март 2019..     | 31. јул 2019..      |

## Продукција
Дана 27. јуна 2013, ЦВ је објавио да планира реализацију нове емисије засноване на венецуеланској теленовели Девица Џуана. 23. фебруара 2014, Ентертејмент Викли објавио је да ће Родригез играти главну улогу Џејн Вилануеве. 8. маја 2014. године, серија је и званично покренута. 18. јула 2014. године, ЦВ је објавио продужени трејлер. 8. августа 2014. године објављено је да ће се Бриџит Реган и Ази Тесфаи придружити серији као Роза, бивши адвокат, и детективка Надин Хансан, полицијски детектив. 10. августа 2014. ТВ лајн је најавила да ће се Мелрос Плац и Емили Овенс, глумац, Мишел Ради, придружити серији као Лахлан. Снимање прве сезоне  почело је 28. јула 2014. Емисија је снимана на звучним сценама у Лос Анђелесу, а пилот је сниман у Хунтигтон Плажи у Калифорнији. 21. октобра 2014, емисија је добила наредбу за пуну сезону. 11. јануара 2015, емисија је обновљена за другу сезону, која је емитована током телевизијске сезоне 2015–16. Друга сезона премијерно је изведена 12. октобра 2015. 11. марта 2016, емисија је обновљена за трећу сезону, која је премијерно објављена 17. октобра 2016. 8. јануара 2017. ЦВ је обновио серију за четврту сезону која је премијерно приказана 13. октобра 2017. 2. априла 2018. године. Пета и последња сезона, премијерно је приказана 27. марта 2019.

## Емитовање
Девица Џејн премијерно је емитована на ЦВ-у 13. октобра 2014. током телевизијске сезоне 2014-2015. Јединствена за ЦВ, то је једина серија на мрежи  која садржи звук на шпанском језику на другом аудио програму канала; међутим, како многе ЦВ станице обично не носе САП канал због недостатка потреба, она је ограниченија у односу на главну мрежу.
Емисија је премијерно приказана у Канади на Глобал ТВ и у Аустралији на каналу Фокс8 1. децембра 2014. У Канади се сваке недеље додају нове епизоде у сервису емитовања Шоми, поред кабловског преноса неких америчких  добављача придружених ЦВ компанија. Прве две сезоне емитоване у Великој Британији на каналу Е4. са епизодама на УК Нетфликсу од треће сезоне.
Емисија је премијерно приказана на Новом Зеланду 24. јула на програму Прајм. У Бразилу је серија премијерно приказана у Лајфтајм Бразилу 19. новембра 2015. године, а приказана је на португалском.
Сони Канал емитовао је серију широм југоисточне Азије као замену за Сони Забаву Телевизију у региону (укључујући БеТВ на Филипинима). У Индонезији је серија доступна за пренос на Нетфлику, а последња сезона је додата 30. септембра 2019. Емисија је заменила локалну драмску серију Ти си мој дом у касним ноћним сатима. Данима пре премијере објављен је и трејлер који приказује Ђину Родригез која промовише представу. Сана2Икс Анђелине Куинто била је тематска песма за емисију Девица Џејн. АБС-ЦБН је емитовао само прве две сезоне, локално уређујући и раздвајајући епизоде у полусатне сегменте, сличне мрежним телесеријским и аниме програмима. За укупно 74 модификоване епизоде, финале друге сезоне емитовано је 8. јула 2016, а заменио их је Пиној велики брат  11. јула 2016.

## Критички одговор
Прва сезона Девице Џејн добила је доста критика. Популарни вебсајт за рецензије Ротен Томејтоуз даје првој сезони емисије „сертификовано свеже“ оцењивање од 100% на основу 51 рецензије, са просечном оценом 7,7 од 10. Извори сајта кажу: „Сумњиви почетак Девице Џејн постао је део свог несвакидашњег шарма - заједно са дивним и разноликим писањем и нокаут извођењем Ђине Родригез*.Метакритик, још један критичар, даје серији резултат од 80 од 100, на основу 23 критике, што указује на "опште повољне критике". 
Друга сезона се такође сусрела са бројним критикама. На Метакритик-у, сезона има 87 од 100 на основу четири критике, што указује на „универзално признање“. Ротен Томејтоуз је дао оцену од 100% на основу 12 рецензија и просек рејтинга 9.7 од 10. Извори сајта кажу: "Девица Џејн је остала верна својим коренима теленовеле у другој сезони док пласира још више хумора и све сложеније приповедање." Маурен Риан из Варајатија похвалила је емисију рекавши да је серија "замишљена, уређена и снимана великом спретношћу и економичношћу, а чињеница да је тако забавна и доступна не би требало да је спречи да буде у средишту пажње о најбољем што се може понудити."
| Сезона | Критички одговор    | Критички одговор  |
| ------ | ------------------- | ----------------- |
| Сезона | Ротен Томејтоуз     | Метакритик        |
| 1      | 100% (51 коментара) | 80 (23 коментара) |
| 2      | 100% (12 коментара) | 87 (4 коментара)  |
| 3      | 100% (13 коментара) | -                 |
| 4      | 100% (20 коментара) | -                 |
| 5      | 100% (22 коментара) | -                 |

### Оцене
| Сезона | Врене емитовања | Епизоде | Први пут приказано | Први пут приказано | Последњи пут приказано | Последњи пут приказано | ТВ сезона | Место гледаности | Просечно гледалаца (милиони) | Просечна 18-49 оцена |
| Сезона | Врене емитовања | Епизоде | Датум              | Гледалаци (милион) | Датум                  | Гледалаци (милион)     | ТВ сезона | Место гледаности | Просечно гледалаца (милиони) | Просечна 18-49 оцена |
| ------ | --------------- | ------- | ------------------ | ------------------ | ---------------------- | ---------------------- | --------- | ---------------- | ---------------------------- | -------------------- |
| 1      | Понедељак 21:00 | 22      | Октобар 13. 2014.  | 1.61               | Mај 11. 2015           | 1.24                   | 2014–15   | 177              | 1.55                         | 0.6                  |
| 2      | Понедељак 21:00 | 22      | Октобар 12. 2015.  | 1.06               | Maј 16. 2016           | 0.97                   | 2015–16   | 180              | 1.48                         | 0.6                  |
| 3      | Понедељак 21:00 | 20      | Октобар 17. 2016.  | 1.09               | Maј 22. 2017           | 0.96                   | 2016–17   | 155              | 1.60                         | 0.7                  |
| 4      | Петак 21:00     | 17      | Октобар 13. 2017.  | 0.68               | Aприл 20. 2018         | 0.58                   | 2017–18   | 193              | 1.23                         | 0.5                  |
| 5      | Среда 21:00     | 19      | Март 27. 2019.     | 0.79               | Јул 31. 2019           | 0.65                   | 2018–19   | -                | -                            | -                    |

Девица Џејн: Амерички гледалаци по епизоди (милиони)